# Jonathan Akpoborie
Jonathan Akpoborie (Lagos, 20 ottobre 1968) è un ex calciatore nigeriano, di ruolo attaccante.

## Carriera
Con le divise di Hansa Rostock, Stoccarda e Wolfsburg ha totalizzato 144 presenze e 61 reti in Bundesliga. Nel 2001 la sua famiglia è stata coinvolta in un traffico illegale di bambini . Messo fuori squadra dal Wolfsburg, il giocatore ha concluso la carriera la stagione seguente dopo qualche partita con il Saarbrucken. Adesso vive a Londra e fa il procuratore.

## Palmarès

### Club

#### Competizioni nazionali
- Campionato tedesco di seconda divisione: 1

Saarbrücken: 1991-1992 (girone sud)